# Serranópolis de Minas
Serranópolis de Minas là một đô thị thuộc bang Minas Gerais, Brasil. Đô thị này có diện tích 553,103 km², dân số năm 2007 là 4515 người, mật độ 6,9 người/km².